# Colportören
Colportören var en dagstidning eller tidskrift utgiven i Stockholm från den 24 januari 1798  till den 2 april samma år.
Tidningen var en politisk och litterär till sitt innehåll. Libris klassar den som tidskrift. Utgivningsfrekvensen på två dagar i veckan med politiskt innehåll talar för att den hade dagstidningskaraktär. Utgivare var Carl Lindegren. Tidningen upphörde till följd av kungörelsen den 26 mars 1798.
Den 26 mars1798 utfärdades en förklaring över tryckfrihetsförordningen. Författare till icke privilegierade periodiska skrifter skulle i kanslikollegium uppgiva de ämnen , över vilka de ämnade skriva ,samt hos kollegiet skaffa sig privilegium på utgivandet. Den, som mot lydelsen i privilegiet, skrev en artikel eller som gav  ut ett oprivilegierat arbete ,skulle plikta 100 riksdaler ,varjämte skriften skulle indragas; vidare stadgades ,att intet skådespel finge uppföras ,innan det blivit anmält i hovkanslersämbetet och där behörigen blivit privilegierat. Flera tidningar såväl i Stockholm ,som i landsorten nekades privilegium , och de måste upphöra,
Ekmansson begärde  att få fortsätta utgivandet av tidningen, men erhöll den 8 maj 1798 avslag på sin ansökan. Tidningen trycktes dessförinnan hos J. S. Ekmanson med frakturstil. Tidningen publicerades 2 dagar i veckan onsdag och lördag med 4 sidor i kvarto, satsyta 16 x 11,8 cm. Totalt kom 30 nr ut. Priset var 1 riksdaler specie för 50 nr.
Tidningens fem första nummer recenseras i Läsning i blandade ämnen  andra årgången utgiven i Stockholm 1798. Enligt prospekt ska tidningen innehålla inrikes nyheter och dagens händelser vilket talar för att den också var en dagstidning,